# Stepfershausen
Stepfershausen ist ein Ortsteil der südthüringischen Kreisstadt Meiningen im fränkisch geprägten Süden von Thüringen.

## Geografie
Stepfershausen liegt im Westen des Stadtgebietes und befindet sich nordöstlich der Hohen Geba, die zur Vorderen Rhön gehört und mit der es durch den Rhön-Rennsteig-Wanderweg verbunden ist (ehemaliger Ortsverbindungsweg zwischen Stepfershausen und Geba). Durch Stepfershausen führt die Verbindungsstraße zwischen den Kreisstädten Meiningen und Fulda in Hessen.
Von Stepfershausen aus hat man eine gute Aussicht auf die Südseite des Thüringer Waldes und den Berg Dolmar, sowie den Inselsberg, links davon und vom Gebaberg gut sichtbar ist der Pleßberg, in der vorderen Rhön gelegen. Im Dorf entspringt der Bach Solz, der bei Mehmels in den Bach Katza fließt.

### Nachbarorte
1. Mit direkter Straßenverbindung:
- Herpf (Ortsteil von Meiningen)
- Rippershausen
- Solz (Ortsteil von Rippershausen)
- Dörrensolz (Ortsteil von Wasungen)
- Träbes (Ortsteil von Meiningen)

2. Direkte Verbindung durch unbefestigte Wege:
- Unterkatz (Ortsteil von Wasungen)
- Wahns (Ortsteil von Wasungen)
- Geba (Ortsteil von Rhönblick)
- Seeba (Ortsteil von Rhönblick)

## Geschichte
863 wurde Stepfershausen erstmals als Starcfridershusen erwähnt. Teile der um 1600 erbauten 1200 m langen Dorfmauer sind erhalten geblieben und noch bis zu 5 m hoch.
Eine Burg war Vorgängerbau der jetzigen Kirche. Aus ihr gingen der befestigte Kirchhof, der hohe Mauerring und der Torturm hervor, die noch gut erhalten sind. 1389 wurde diese wehrhafte Anlage erwähnt. In dieser Zeit nannten sich auch Ritter nach dem Ort. Der Ort gehörte ursprünglich zur Cent Wasungen der Grafschaft Henneberg-Schleusingen, kam aber schon im 14. Jahrhundert an das Amt Maßfeld. Stepfershausen war 1597–1647 von Hexenverfolgungen betroffen: Drei Männer und zwei Frauen wurden in Hexenprozessen angeklagt, drei Personen hingerichtet. Das erste Opfer war 1597 Elsa Ritz.
Nach der Aufteilung der Grafschaft Henneberg im Jahr 1660 gehörte der Ort nochmals kurzzeitig bis 1672 zum Amt Wasungen und kam dann an das Amt Maßfeld im Herzogtum Sachsen-Meiningen zurück. 1825 wurde er dem Amt Meiningen angegliedert. Am 16. Oktober 2018 beschloss der Gemeinderat die freiwillige Eingliederung in die Stadt Meiningen, die am 31. Dezember 2019 vollzogen wurde.

## Politik

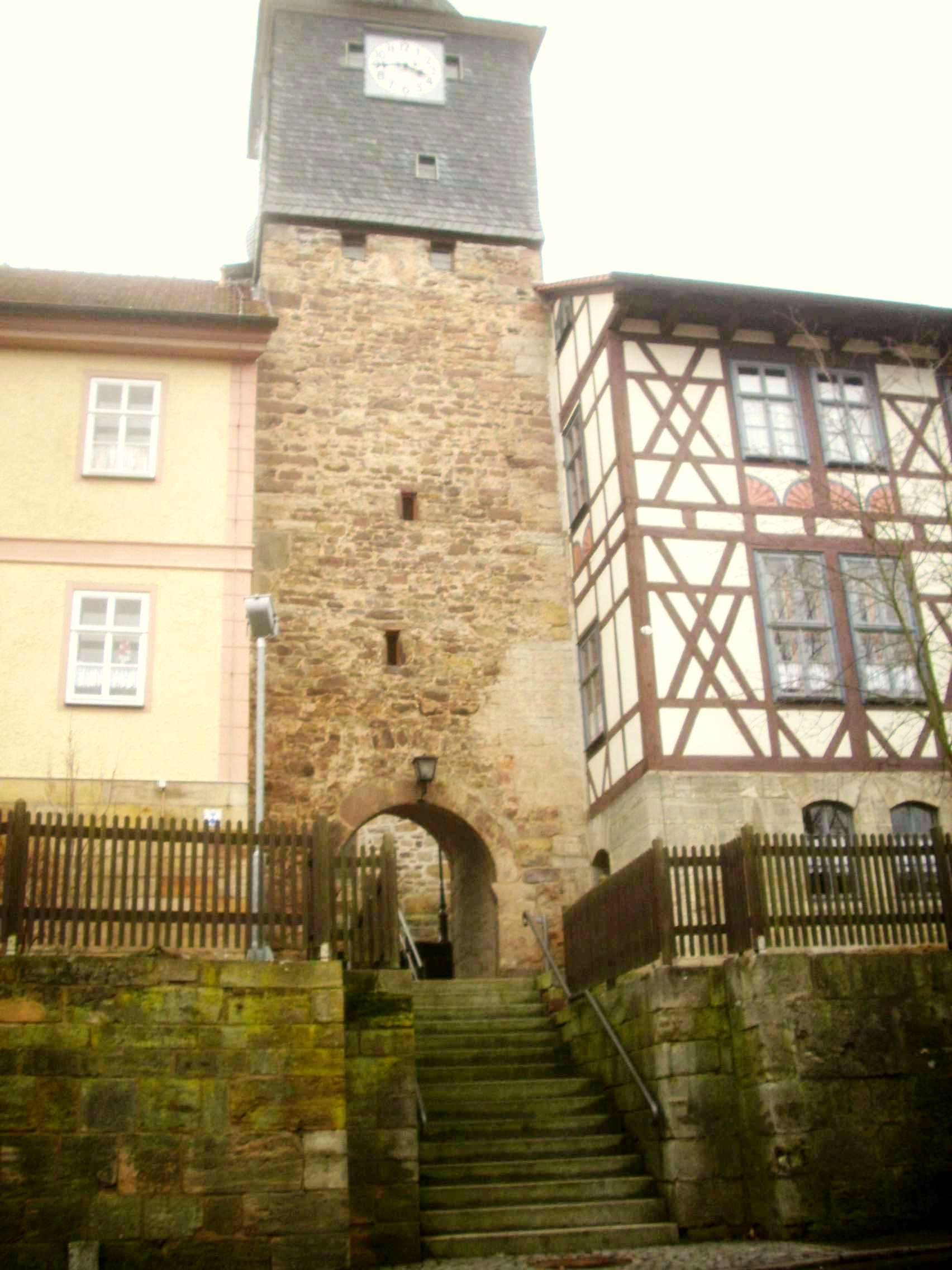
Torturm der einstigen Burg

Stepfershausen bildet gemeinsam mit Träbes (ca. 2 km in Richtung Hohe Geba) den Ortsteilrat.

### Ortsteilrat
Der Ortsteilrat von Stepfershausen und Träbes setzt sich aus 6 Ratsfrauen und Ratsherren zusammen.
- FWV Stepfershausen 1 Sitz
- Frauenverein Stepfershausen 1 Sitz
- Trachtengruppe Stepfershausen 1 Sitz
- Männerchor Buchonia 1 Sitz
- PRO Stepfershausen 2  Sitze

(Stand: Kommunalwahl 2024)

### Ortsteilbürgermeister
Michael Lahnor wurde am 26. Mai 2024 als ehrenamtlicher Ortsteilbürgermeister gewählt.

### Wappen
Laut Hauptsatzung der damaligen Gemeinde Stepfershausen vom 5. August 2003 in der Fassung der 1. Änderung vom 16. September 2003 § 2, Abs. (2), führt die Gemeinde weder ein eigenes Gemeindewappen noch eine eigene Gemeindeflagge. Das Dienstsiegel trägt die Umschrift „Gemeinde Stepfershausen – Thüringen“ und zeigt das Wappen des Freistaates Thüringen.

#### Historisches Gemeindezeichen

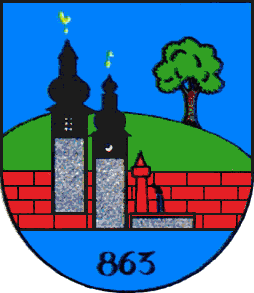
Historisches Gemeindezeichen von Stepfershausen

Das historische Gemeindezeichen ist heraldisch nicht korrekt. Es zeigt einen blauen Schild, im Schildfuß mit der Zahl 863, diese gibt das Jahr der ersten urkundlichen Erwähnung an. Der blaue Schildfuß steht für zahlreiche Quellen und den Wasserreichtum der Gegend. Eine rote, schwarzgefugte Ziegelmauer symbolisiert die Friedhofsmauer des Ortes. Davor stehen ein Brunnen, wesentliches Wahrzeichen des Ortes und zwei Türme, der Kirchturm und der Torturm. Im Hintergrund symbolisiert ein grüner Hügel den Osthang der Hohen Geba, darauf ein grüner Baum.

## Kultur und Sehenswürdigkeiten
- Stepfershausen ist aufgrund seiner 13 Laufbrunnen mit jeweils eigenen Namen und Brunnensprüchen als Dorf der Brunnen bekannt.
- Die evangelische Trinitatis-Kirche besteht aus einem Langhaus von 1702 sowie einer Sakristei und einem Turm, die schon älter sind. (Der Kirchturm war möglicherweise früher der Bergfried der Burg.) In der Kirche befinden sich zweigeschossige Emporen auf toskanischen Säulen, das Gestühl ist mit Klappsitzen ausgestattet.[10][11] Die pneumatische Orgel (21 Register, zwei Manuale und Pedal) aus dem Jahre 1930 stammt von G. F. Steinmeyer & Co.[12] Auch für Konzerte wird die Kirche genutzt.
- Der Torturm war wahrscheinlich ein Turm der abgegangenen Burg. Sein Obergeschoss ist aus Holz und ist durch eine welsche Haube abgedeckt. Kirch- und Torturm, die beide denkmalgeschützt sind, nennt man Wächter und Hüter.
- Seit 2015 ist Stepfershausen Mitglied im Sternenpark Rhön, welcher eine besonders geringe Lichtverschmutzung des Nachthimmels und eine besonders hohe Anzahl der nachts erkennbaren Sterne aufweist.

## Persönlichkeiten
- Arthur Rudolph (* 1906 Stepfershausen; † 1996 Hamburg), Raketenpionier
- Richard Sell (* 1862 Sinnershausen; † 1913 Stepfershausen), Pfarrer in Stepfershausen von 1884 bis 1913. Er machte sich besonders verdient um den Raiffeisen-Gedanken, um arme Bauern vor Wucherern bewahren zu können.